# Beige
Beige（韓語：베이지，1986年10月11日—），本名黃進善（韓語：황진선），為大韓民國的歌手。

## 學歷
- 本仁忠女子中學校
- 仁清孝心高中
- 檀國大學 生活音樂學 學士